# Monika Bauerlein

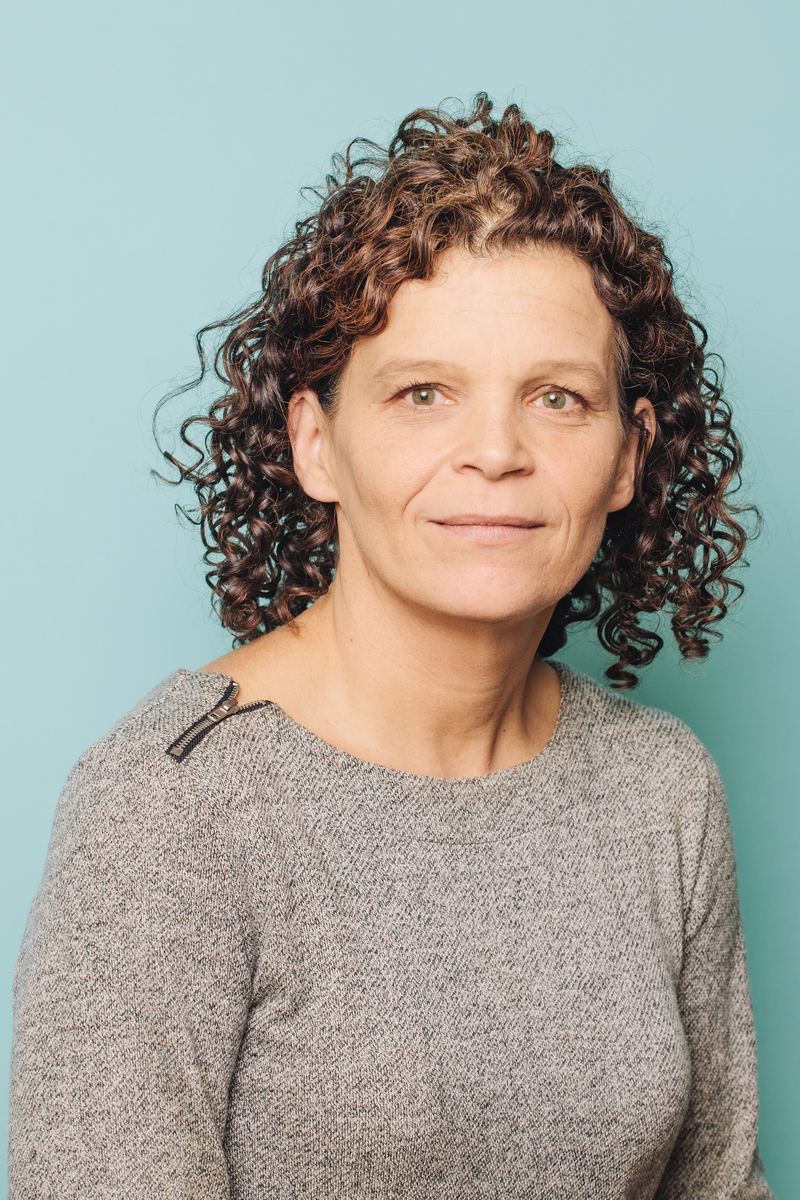
Monika Bauerlein (2014)

Monika Bauerlein (* 1965 in München als Monika Bäuerlein) ist eine deutsch-amerikanische Journalistin. Sie ist CEO bzw. Herausgeberin von Mother Jones, kurz MoJo, einem linksliberalen überregionalen Magazin in den Vereinigten Staaten, und war von 2006 bis 2015 Co-Chefredakteurin des Magazins.

## Leben
Monika Bauerlein ist als Tochter des Radiojournalisten Heinz Bäuerlein in München geboren. Den Umlaut ä in ihrem Nachnamen änderte sie im Zuge ihrer beruflichen Tätigkeit in den USA. Bauerlein ist in München aufgewachsen, ging dort zur Schule und machte in München ihr Abitur. Einen großen Teil ihrer Kindheit verbrachte sie im Ausland, unter anderem in Italien, wo ihr Vater als leitender Redakteur des Bayerischen Rundfunks von 1971 bis 1977 das ARD-Studio Rom leitete.

### Ausbildung
Nach einer ersten Zeit als freie Journalistin ging Monika Bauerlein 1987 von München aus als Fulbright-Stipendiatin in die USA. Sie schrieb in Minnesota für eine Studentenzeitung und arbeitete während ihres Studiums an der University of Minnesota unter anderem für Die Zeit und für Associated Press. Ihre Themen waren unter anderem die Kritik und die Proteste gegen den ersten Golfkrieg und der Präsidentschaftswahlkampf 1988.

### Beruflicher Werdegang
Von 1991 bis 2000 arbeitete Bauerlein für verschiedene amerikanische Medien. Sie schrieb und war für das Wochenmagazin City Pages und für The Village Voice in Minneapolis/St. Paul als Autorin und verantwortliche Redakteurin tätig. Daneben arbeitete sie als freie Mitarbeiterin für verschiedene deutsche und amerikanische Radiostationen und Zeitungen, unter anderem auch für die taz. Sie schrieb darüber hinaus für einige Magazine wie das Sierra Magazine, den Utne Reader und die Huffington Post. Im Jahr 2000 erhielt Bauerlein bei dem zweimonatlich erscheinenden Magazin Mother Jones>MoJo eine Festanstellung als investigative Reporterin und „Feature Editor“.
Mother Jones ist eine Non-Profit-Publikation, die im Zuge der Watergate-Affäre gegründet wurde. Sie ist benannt nach der Gewerkschaftsführerin Mary Harris Jones, die einst als „the most dangerous woman in America“ verschrien war. Als 2006 die Nachfolge von Russ Rymer als Chefredakteur von Mother Jones anstand, konkurrierten zunächst Monika Bauerlein und ihre Kollegin Clara Jeffery um die Position und beschlossen schließlich, die Arbeit gemeinsam zu machen. Die US-Medienpresse sah die Bauerlein-Jeffery co-editorship skeptisch, doch die Doppelspitze war erfolgreich. Als Bauerlein im Mai 2015 nach neun Jahren als Chefredakteurin zur Herausgeberin bzw. CEO von Mother Jones als Nachfolgerin von Madeleine Buckingham avancierte, hatte sich die Reichweite von MoJo verzwanzigfacht, das Redaktionsteam verdoppelt, und das Magazin hatte eigene investigativ tätige Redaktionen in Washington und New York installiert. An einem durchschnittlichen Tag rufen 250.000 Menschen mother jones.com auf. In der internationalen Medienlandschaft bezieht Monika Bauerlein entschieden Stellung zur Situation der US-Presse in der Ära Trump und zur weltweiten Krise des Journalismus.
Monika Bauerlein ist verheiratet und lebt mit ihrem Mann und ihren drei Kindern in Oakland im US-Bundesstaat Kalifornien.

## Non-Profit-Journalismus
MoJo gilt weltweit als gelungenes Beispiel eines funktionierenden Non-Profit-Journalismus. Hinter Mother Jones steht die gemeinnützige Stiftung „Foundation for National Progress“, die darauf achtet, dass jeder Dollar des Gewinns umgehend in das Magazin investiert wird. Zur Gratwanderung zwischen der auf Spendengelder angewiesenen Finanzierung des Magazins und dem Anspruch eines unabhängigen, investigativen Journalismus sagt Monika Bauerlein: 

„Die Tatsache, dass das Magazin gemeinnützig ist, ändert nicht unsere Einstellung, ein gutes Magazin machen zu wollen, im Gegenteil … Wir sind Überzeugungstäter, die meisten von uns könnten mit ihrer Erfahrung auch sofort bei anderen Magazinen oder Zeitungen arbeiten, und trotzdem gibt es wenig Fluktuation … Unseren Großspendern sagen wir immer, dass wir sie feuern, falls sie uns beeinflussen wollen würden.“

## Auszeichnungen
- Zusammen mit Clara Jeffery war Monika Bauerlein im Rahmen ihrer über 20-jährigen Tätigkeit als Chefredakteurin und Reporterin 31 Mal im Finale für den National Magazine Award.[11] Beide haben diesen bedeutendsten Branchenpreis der USA viermal gewonnen.
- Mit ihrer Webseite gewannen Bauerlein und Jeffery 2005 und 2006 den People’s Choice Award für Politik.[12]